# Seznam dílů seriálu Ajťáci
Toto je seznam dílů seriálu Ajťáci. Britský televizní sitcom The IT Crowd, v Česku uváděný jako Ajťáci (Česká televize) nebo Partička IT (zprvu HBO), vytvořil Graham Linehan a stanice Channel 4 jej jako šestidílnou minisérii vysílala poprvé 3. února 2006. Později přibyly další tři šestidílné řady a celý seriál byl završen speciálem s dvojnásobnou stopáží, odvysílaným 27. září 2013. V původním znění s českými titulky seriál uvedla Česká televize, český dabing pořídila kabelová televize HBO.

## Přehled řad
| Řada          | Díly          | Premiéra ve VB     | Premiéra ve VB    | Premiéra v ČR (HBO) | Premiéra v ČR (HBO) | Premiéra v ČR (ČT2) | Premiéra v ČR (ČT2) |
| Řada          | Díly          | První díl          | Poslední díl      | První díl           | Poslední díl        | První díl           | Poslední díl        |
| ------------- | ------------- | ------------------ | ----------------- | ------------------- | ------------------- | ------------------- | ------------------- |
| 1             | 6             | 3. února 2006      | 3. března 2006    | 31. března 2007     | 12. dubna 2007      | 11. dubna 2008      | 30. května 2008     |
| 2             | 6             | 24. srpna 2007     | 28. září 2007     | 9. ledna 2008       | 10. února 2008      | 5. září 2008        | 10. října 2008      |
| 3             | 6             | 21. listopadu 2008 | 26. prosince 2008 | 8. dubna 2009       | 13. května 2009     | 13. listopadu 2009  | 18. prosince 2009   |
| 4             | 6             | 25. června 2010    | 30. července 2010 | 30. května 2015     | 5. července 2015    | 25. listopadu 2011  | 30. prosince 2011   |
| Speciální díl | Speciální díl | 27. září 2013      | 27. září 2013     | 10. července 2015   | 10. července 2015   | 10. července 2015   | 10. července 2015   |

## Seznam dílů

### První řada (2006)
| Č. v seriálu | Č. v řadě | Původní název               | Český název                                                                         | Režie          | Scénář                                      | Premiéra ve VB | Premiéra v Česku (HBO) |
| ------------ | --------- | --------------------------- | ----------------------------------------------------------------------------------- | -------------- | ------------------------------------------- | -------------- | ---------------------- |
| 1            | 1         | Yesterday's Jam             | Včerejší džem (HBO) Včerejší odpad (ČT)                                             | Graham Linehan | Graham Linehan                              | 3. února 2006  | 31. března 2007        |
| 2            | 2         | Calamity Jen                | Kalamity Jen (HBO i ČT)                                                             | Graham Linehan | Graham Linehan                              | 3. února 2006  | 1. dubna 2007          |
| 3            | 3         | Fifty Fifty                 | 50 na 50 (HBO) Fifty fifty (ČT)                                                     | Graham Linehan | Graham Linehan (s přispěním: Adam MacKessy) | 10. února 2006 | 2. dubna 2007          |
| 4            | 4         | The Red Door                | Červené dveře (HBO i ČT)                                                            | Graham Linehan | Graham Linehan                              | 17. února 2006 | 3. dubna 2007          |
| 5            | 5         | The Haunting Of Bill Crouse | Jak se zbavit Billa Crouse / Neodbytný Bill Crouse (HBO) Strašení Billa Crouse (ČT) | Graham Linehan | Graham Linehan (s přispěním: Adam MacKessy) | 24. února 2006 | 4. dubna 2007          |
| 6            | 6         | Aunt Irma Visits            | Přijela teta Irma (HBO) Přijíždí teta Irma (ČT)                                     | Graham Linehan | Graham Linehan                              | 3. března 2006 | 12. dubna 2007         |

### Druhá řada (2007)
| Č. v seriálu | Č. v řadě | Původní název              | Český název                                                       | Režie          | Scénář         | Premiéra ve VB | Premiéra v Česku (HBO) |
| ------------ | --------- | -------------------------- | ----------------------------------------------------------------- | -------------- | -------------- | -------------- | ---------------------- |
| 7            | 1         | The Work Outing            | Firemní akce (HBO) Sraz spolupracovníků (ČT)                      | Graham Linehan | Graham Linehan | 24. srpna 2007 | 9. ledna 2008          |
| 8            | 2         | Return of the Golden Child | Zlaté dítě se vrací (HBO) Návrat zlatého dítěte (ČT)              | Graham Linehan | Graham Linehan | 31. srpna 2007 | 13. ledna 2008         |
| 9            | 3         | Moss and the German        | Moss a Němec (HBO) Moss a Němčour (ČT)                            | Graham Linehan | Graham Linehan | 7. září 2007   | 20. ledna 2008         |
| 10           | 4         | The Dinner Party           | Večeře (HBO) Večírek (ČT)                                         | Graham Linehan | Graham Linehan | 14. září 2007  | 27. ledna 2008         |
| 11           | 5         | Smoke and Mirrors          | Kouřová clona / Kouř a zrcadlo[zdroj⁠?!] (HBO) Kouř a zrcadla (ČT) | Graham Linehan | Graham Linehan | 21. září 2007  | 3. února 2008          |
| 12           | 6         | Men Without Women          | Muži bez žen (HBO i ČT) Muž bez ženy[zdroj⁠?!]                     | Graham Linehan | Graham Linehan | 28. září 2007  | 10. února 2008         |

### Třetí řada (2008)
| Č. v seriálu | Č. v řadě | Původní název   | Český název                                                                     | Režie          | Scénář         | Premiéra ve VB     | Premiéra v Česku (HBO) |
| ------------ | --------- | --------------- | ------------------------------------------------------------------------------- | -------------- | -------------- | ------------------ | ---------------------- |
| 13           | 1         | From Hell       | Pekelný zedník / Z pekla[zdroj⁠?!] (HBO) A je to! (ČT)                           | Graham Linehan | Graham Linehan | 21. listopadu 2008 | 8. dubna 2009          |
| 14           | 2         | Are We Not Men? | Což nejsme muži? / Nejsme snad chlapi?[zdroj⁠?!] (HBO) Copak nejsme chlapi? (ČT) | Graham Linehan | Graham Linehan | 28. listopadu 2008 | 15. dubna 2009         |
| 15           | 3         | Tramps Like Us  | Mezi námi drbany / Běhny jako my[zdroj⁠?!] (HBO) Bezdomovci jako jsme my (ČT)    | Graham Linehan | Graham Linehan | 5. prosince 2008   | 22. dubna 2009         |
| 16           | 4         | Speech          | Přednáška (HBO) Projev (ČT)                                                     | Graham Linehan | Graham Linehan | 12. prosince 2008  | 29. dubna 2009         |
| 17           | 5         | Friendface      | Friendface (HBO i ČT)                                                           | Graham Linehan | Graham Linehan | 19. prosince 2008  | 6. května 2009         |
| 18           | 6         | Calendar Geeks  | Exoti z kalendáře / Vědátorský kalendář[zdroj⁠?!] (HBO) Ulítli na kalendáři (ČT) | Graham Linehan | Graham Linehan | 26. prosince 2008  | 13. května 2009        |

### Čtvrtá řada (2010)
| Č. v seriálu | Č. v řadě | Původní název         | Český název                                                    | Režie          | Scénář         | Premiéra ve VB    | Premiéra v Česku (ČT2) |
| ------------ | --------- | --------------------- | -------------------------------------------------------------- | -------------- | -------------- | ----------------- | ---------------------- |
| 19           | 1         | Jen The Fredo         | Jen zvaná Fredo (ČT) Jen Fredo (HBO)                           | Graham Linehan | Graham Linehan | 25. června 2010   | 25. listopadu 2011     |
| 20           | 2         | The Final Countdown   | Na slovíčko (ČT) Závěrečný odpočet (HBO)                       | Graham Linehan | Graham Linehan | 2. července 2010  | 2. prosince 2011       |
| 21           | 3         | Something Happened    | Něco se stalo (ČT i HBO)                                       | Graham Linehan | Graham Linehan | 9. července 2010  | 9. prosince 2011       |
| 22           | 4         | Italian For Beginners | Italština pro začátečníky (ČT i HBO)                           | Graham Linehan | Graham Linehan | 16. července 2010 | 16. prosince 2011      |
| 23           | 5         | Bad Boys              | Zlobiví hoši (ČT) Zlobílkové (HBO)                             | Graham Linehan | Graham Linehan | 23. července 2010 | 23. prosince 2011      |
| 24           | 6         | Reynholm vs Reynholm  | Reynholmová vs. Reynholm (ČT) Reynholmová vers. Reynholm (HBO) | Graham Linehan | Graham Linehan | 30. července 2010 | 30. prosince 2011      |

### Speciál (2013)
| Č. v seriálu | Původní název          | Český název                                      | Režie          | Scénář         | Premiéra ve VB | Premiéra v Česku (ČT art) |
| ------------ | ---------------------- | ------------------------------------------------ | -------------- | -------------- | -------------- | ------------------------- |
| 25           | The Internet Is Coming | Přichází internet (ČT) Jde po nás internet (HBO) | Graham Linehan | Graham Linehan | 27. září 2013  | 10. července 2015         |